# Madrigal de las Altas Torres
Pour les articles homonymes, voir Madrigal (homonymie).
Madrigal de las Altas Torres est une commune de la province d'Ávila dans la communauté autonome de Castille-et-León en Espagne.

## Histoire
Cette ville au passé illustre fut le berceau de la reine Isabelle la Catholique, et l'ancienne résidence de la cour. Son enceinte fortifiée est déclarée bien d'intérêt culturel.
La ville possède l'un des rares exemples de remparts médiévaux de facture mudéjare conservés dans tout le pays. Les parties visibles, associant des styles roman, gothique primitif et mudéjar, remontent aux XIIIe et XIVe siècles, mais plusieurs segments ont dû être reconstruits depuis. L'enceinte d'origine, à la forme ovale irrégulière, atteignait un périmètre de 2 300 mètres et occupait quelque 390 400 mètres carrés, une superficie comparable aux célèbres remparts d'Ávila.
Sa largeur moyenne de 1,5 mètre était renforcée par une barbacane extérieure et une fosse. Les matériaux utilisés à l'époque incluaient le pisé, la pierre et la brique. Aujourd'hui, 23 des 60 à 80 grosses tours d'origine, carrées ou pentagonales, sont conservées, ainsi que plusieurs pans des fortifications, et quatre portes : celles d'Arévalo, Medina, Peñaranda et Cantalapiedra. Cette dernière est la plus intéressante : en arc brisé, elle est encadrée par deux tours de différentes hauteurs, la plus grande adoptant une forme pentagonale et la plus petite, carrée. La visite du palais de Jean II, transformé en monastère Nuestra Señora de Gracia, est incontournable. Il donne accès à diverses salles, dont le salon des Cortes ou la chambre où est née Isabelle la Catholique en 1451. Également dignes d'intérêt, l'église San Nicolás de Bari possède le clocher le plus haut de toute la province, avec ses 75 mètres, et l'église Santa María del Castillo ou hôpital royal, de 1443, qui accueille aujourd'hui un musée d'artisanat mexicain.

## Administration
| Période                                  | Période | Identité         | Étiquette | Qualité |
| ---------------------------------------- | ------- | ---------------- | --------- | ------- |
| Les données manquantes sont à compléter. |         |                  |           |         |
| 2019                                     |         | Ana Isabel Zurdo |           |         |

## Culture

### Personnalités liées à la commune
- Isabelle la Catholique (1451-1504), reine de Castille et León y est née.
- C'est de cette région qu'est originaire le groupe Dünedain
- Vasco de Quiroga (1470/78 - 1565) premier évêque de Michoacán, au Mexique, et l'un des juges (oidores) de la deuxième Audiencia qui gouverna la Nouvelle Espagne du 10 janvier 1531 au 16 avril 1535.